# Merey
Merey – miejscowość i gmina we Francji, w regionie Normandia, w departamencie Eure.
Według danych na rok 1990 gminę zamieszkiwało 185 osób, a gęstość zaludnienia wynosiła 21 osób/km² (wśród 1421 gmin Górnej Normandii Merey plasuje się na 716 miejscu pod względem liczby ludności, natomiast pod względem powierzchni na miejscu 416).